# 実川麻那美
実川 麻那美（じつかわ まなみ、1988年6月1日 - ）は、日本の女優。SRプロダクション所属。

## 来歴・人物
- 特技は英会話、タイ語[1]

## 出演

### ドラマ
- 素敵な選TAXI 8話 - コンビニ客役
- 若者たち2014 - NICU看護師役　レギュラー
- 裁判長っ!おなか空きました! - 速記官役

### DVD
- Stray/Stay- 学生製作映画（グリフィス大学）- Akane役（2007年）[2]

### スチール
- 「アンジェリカ」- 保育士モデル（2014年）
- 「納会忘年会チラシ」セブンイレブン - 社員役（2013年）

### 情報バラエティ
- おはよう日曜診療所　-　患者女性の同僚役（2015年1月18日）